# ロスト・シティZ 失われた黄金都市
『ロスト・シティZ 失われた黄金都市』（ロストシティゼットうしなわれたおうごんとし、The Lost City of Z）は、2016年のアメリカ合衆国の冒険映画。監督・脚本はジェームズ・グレイ、主演はチャーリー・ハナムが務めた。本作はデヴィッド・グランが2009年に上梓したノンフィクション『ロスト・シティZ 探検史上、最大の謎を追え』を原作としている。
日本では2018年1月から開催された「未体験ゾーンの映画たち2018」にて上映された。

## ストーリー
20世紀初頭、イギリス人の探検家、パーシー・フォーセットは知識人層から嘲笑されながらも、アマゾンの奥地に伝説の古代都市Zがあると信じて探検を続けていた。そんな彼は1925年に消息不明となった。「彼は奥地で何かを発見できたのか」、「彼はどんな最期を迎えたのか」という謎だけが残された。そんな中、本作はパーシーの失踪の謎に一つの解答を提示している。

## キャスト
※括弧内は日本語吹替
- パーシー・フォーセット - チャーリー・ハナム（土田大）
- ヘンリー・コスティン - ロバート・パティンソン（益山武明）
- ニーナ・フォーセット - シエナ・ミラー（園崎未恵）
- ジャック・フォーセット - トム・ホランド（平井貴大）
- 子供時代のジャック・フォーセット - ボビー・スモールドリッジ、トム・マルヘロン
- ジェームズ・マレー - アンガス・マクファーデン
- アーサー・マンリー - エドワード・アシュレイ
- ジョージ・ゴールディ卿 - イアン・マクダーミド
- ゴンドリス男爵 - フランコ・ネロ
- ウィリアム・バークレー - ハリー・メリング
- サイモン・ボークラーク - ジョン・サックヴィル（英語版）
- セシル・ゴズリング - アダム・ベラミー
- ブライアン・フォーセット - ダニエル・ハットルストーン（英語版）

## 製作

### 構想
2009年2月、デヴィッド・グランのノンフィクション『ロスト・シティZ 探検史上、最大の謎を追え』の映画化権を獲得したパラマウント映画とプランBエンターテインメントはジェームズ・グレイを監督に起用すると発表したが、その後6年間、映画化の計画は進まなかった。冒険映画の監督を務めた経験がないグレイは、パラマウントが何故自分を起用したのか分からなかったという。グレイは「2008年の秋に原作本が送られてきたとき、まだ出版されていませんでした。だから、私はその本がどんな内容なのかも知りませんでしたし、パーシー・フォーセットについてもほとんど知りませんでした。ましてや原作の舞台は私が生まれ育ったニューヨークではなく、イギリスと南米のジャングルでした。ですから、プランBエンターテインメントが何を思って私にこの本を送付してきたのか分からずにいました。私が監督した映画を見れば分かるように、アドベンチャー映画を演出した経験は私にはありません。製作会社はおかしくなってしまったのではないかとさえ考えました」と述べている。
2015年、グレイは本作の脚本の執筆を開始していたことを認めた。グレイはそのインタビューの中で「とても複雑な製作過程をたどっていました。物語は面白いのですが、筋が込み入っています。出来を良くするなら、実際にジャングルへ行って撮影すべきだと思いましたが、そのような提案をするのはかなりの勇気が要ることです。」と述べた。また、グレイは本作の製作が始まるまでの間スランプに陥っていたという。それは自らが以前に監督した『トゥー・ラバーズ』と『エヴァの告白』が興行的に振るわなかったことに起因している。

### キャスティング
製作準備期間が6年もの長きに渡ったため、キャスティングは複数回の変更を余儀なくされた。当初の予定では、プランBエンターテインメントの経営者でもあるブラッド・ピットが主演を務める予定だったが、2010年の11月にスケジュールの都合で降板することになった。2013年9月4日、主演にベネディクト・カンバーバッチが起用されるとの報道があった。11月にはロバート・パティンソンの出演が決まった。2015年2月、カンバーバッチもまたスケジュールの都合で降板することになり、その代役としてチャーリー・ハナムが起用されることになった。同月にはシエナ・ミラーの出演も決まった。

### 撮影
2015年8月19日、本作の主要撮影が北アイルランドのベルファストで始まり、9月下旬まで続いた。その後、コロンビアのサンタ・マルタに移って10月まで撮影が続行された。

### サウンドトラック
本作で使用された楽曲はクリストファー・スペルマンが作曲したものである。2017年3月24日、本作のサウンドトラックがフィルムトラックスから発売された。

## 公開
2016年10月15日、本作は第54回ニューヨーク映画祭のクロージング作品として上映され、この日がプレミアとなった。それに先だって、スタジオカナルが本作の全世界配給権を獲得し、その北米分をアマゾン・スタジオズに売却した。後に、アマゾン・スタジオズはブリーカー・ストリートと共同で北米での配給を行うと発表した。
2017年2月、本作は第67回ベルリン国際映画祭の特別部門で上映された。4月13日にはボストン国際映画祭のオープニング作品として上映が行われた。

## 評価
本作は批評家から高く評価されている。映画批評集積サイトのRotten Tomatoesには127件のレビューがあり、批評家支持率は88%、平均点は10点満点で7.5点となっている。サイト側による批評家の見解の要約は「『ロスト・シティZ 失われた黄金都市』の荘厳さを感じさせるような語りと映像の壮麗さは、古典的な冒険映画を踏襲したものである。しかし、この作品には古めかしさを上回るものがある。」となっている。また、Metacriticには43件のレビューがあり、加重平均値は78/100となっている。
『ハリウッド・リポーター』のトッド・マッカーシーは本作を「古典的でありながら当世風でもある貴重な一作」と評している。